# Oxicesta chamoenices
Oxicesta chamoenices is een vlinder uit de familie uilen (Noctuidae). De wetenschappelijke naam is voor het eerst geldig gepubliceerd in 1845 door Herrich-Schäffer.
De soort komt voor in Europa.